# Le Petit Prince
« Petit Prince » redirige ici. Pour les autres significations, voir Petit Prince (homonymie).
Le Petit Prince est un roman français. Livre à succès, il est l'œuvre la plus connue d'Antoine de Saint-Exupéry. Publié en anglais  le 6 avril 1943 à New York par l'éditeur Reynal & Hitchcock (traduction de Katherine Woods), la version en français suivra une quinzaine de jours après, c'est une œuvre poétique et philosophique sous l'apparence d'un conte illustré pour enfants.
Paru en plus de six cents langues et dialectes différents, Le Petit Prince est l'ouvrage le plus traduit au monde après la Bible.
Le langage et les illustrations, simples et dépouillés, pour être compris des enfants, constituent pour le narrateur le support privilégié de l'expression symbolique de la vie et de ses mystères. Les chapitres relatent le voyage et les rencontres du petit prince qui le laissent souvent perplexe, en raison de l'incohérence voire de l'absurdité du comportement des hommes. Cette histoire peut être lue comme une allégorie qui décrit le parcours d'une âme humaine enfantine confrontée à la dure réalité d'un monde désenchanté qui va la mettre à l'épreuve.
Les aquarelles font partie intégrante de l'ouvrage et participent à la pureté du style : sensibilité et profondeur sont les qualités maîtresses d'une œuvre pour éclairer nos choix de vie, notre vécu de l'amitié et de l'amour.
L'œuvre peut aussi se lire comme une invitation à retrouver l'enfant en soi, car « toutes les grandes personnes ont d'abord été des enfants...Mais peu d'entre elles s'en souviennent. » Telle est la dédicace adressée par Saint-Exupéry à son ami Léon Werth, « quand il était petit garçon ».

## Résumé

### Narrateur

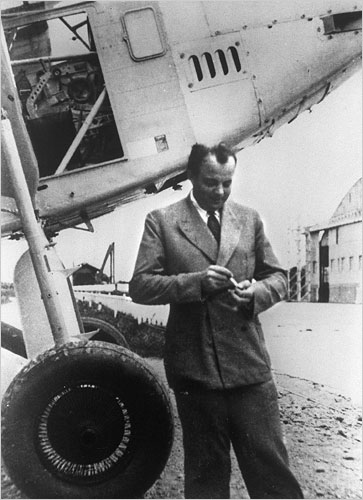
L'auteur du conte, l'aviateur Antoine de Saint-Exupéry.

Le narrateur est un aviateur qui, suite d'une panne de moteur, doit se poser en catastrophe dans le désert du Sahara et tente seul de réparer son avion. Antoine de Saint-Exupéry se met ainsi en scène dans des circonstances qu'il a vécu quelques années auparavant..
Le lendemain de son atterrissage forcé, il est réveillé par une petite voix qui lui demande : « S'il vous plaît… dessine-moi un mouton ! »
Très surpris par cette apparition incongrue, l'aviateur obéit mais aucun de ses dessins ne convient au petit prince. Excédé, le narrateur dessine alors la caisse du mouton : « Ça, c'est la caisse. Le mouton que tu veux est dedans ». Le petit prince s'en montre cette fois-ci satisfait et remarque que le mouton « s'est endormi ».
Peu de temps après, le petit prince demande à l'aviateur si un mouton mange des fleurs, lequel répond « oui, même les fleurs qui ont des épines ». Devant le chagrin du garçonnet qui s'inquiète pour sa fleur, l'aviateur finit par promettre de dessiner une muselière pour empêcher le mouton de manger la fleur.
Jour après jour, le petit prince raconte son histoire au narrateur. Il vit sur une autre planète, appelée par les grandes personnes « l'astéroïde B 612 », « à peine plus grande qu'une maison ». Sa planète a été découverte, en 1909, par un astronome turc que personne n'a pris au sérieux à cause de ses vêtements traditionnels. Refaisant sa conférence, en 1920, en costume et cravate après une réforme dans son pays, il avait cette fois-ci été entendu et reconnu.
Les activités du petit prince consistent essentiellement à ramoner les volcans et à arracher les baobabs pour qu'ils n'envahissent pas sa planète. Une aquarelle pleine page montre une planète rendue inutilisable par trois baobabs qu'il aurait fallu arracher à temps. L'auteur indique que si ce dessin est effrayant, c'est qu'il était « animé par le sentiment de l'urgence » en le dessinant.
Ces activités terminées, le petit prince contemple les couchers de soleil ; son astéroïde est si petit qu'il lui suffit de déplacer sa chaise de quelques mètres pour cela : une fois, il a vu le Soleil se coucher quarante-trois fois, soit l'âge de saint Exupery,,,, à la suite. Il n'hésite d'ailleurs pas à préciser au narrateur que « quand on est tellement triste, on aime les couchers de soleil ».
Ayant assisté à la naissance d'une rose superbe — orgueilleuse, coquette et exigeante —, le petit prince découvre que l'amour peut avoir des épines. Il quitte alors sa planète et part explorer les étoiles, en quête d'amis pour un voyage initiatique qui le conduira jusqu'à la planète Terre. Il dit au narrateur qu'il n'aurait jamais dû quitter sa planète, car « il ne faut jamais écouter les fleurs ». Il rencontre ainsi, murés dans leur solitude, une galerie de personnages : le monarque d'un empire factice (qui ne voit en lui qu'un sujet), un vaniteux (qui le voit comme un admirateur), un buveur qui boit pour oublier qu'il boit, un businessman qui s'imagine propriétaire des étoiles, l'allumeur de réverbères qui obéit à une consigne sans se poser de questions (le seul dont le petit prince aurait pu se faire un ami, mais qu'il  quitte en raison de la petite taille de sa planète, qui ne laisse pas de place pour deux) et enfin le géographe écrivant d'énormes livres savants mais ne s’intéressant pas aux choses éphémères (telles les roses) mais qui l'orientera vers la planète Terre.

### Articles connexes

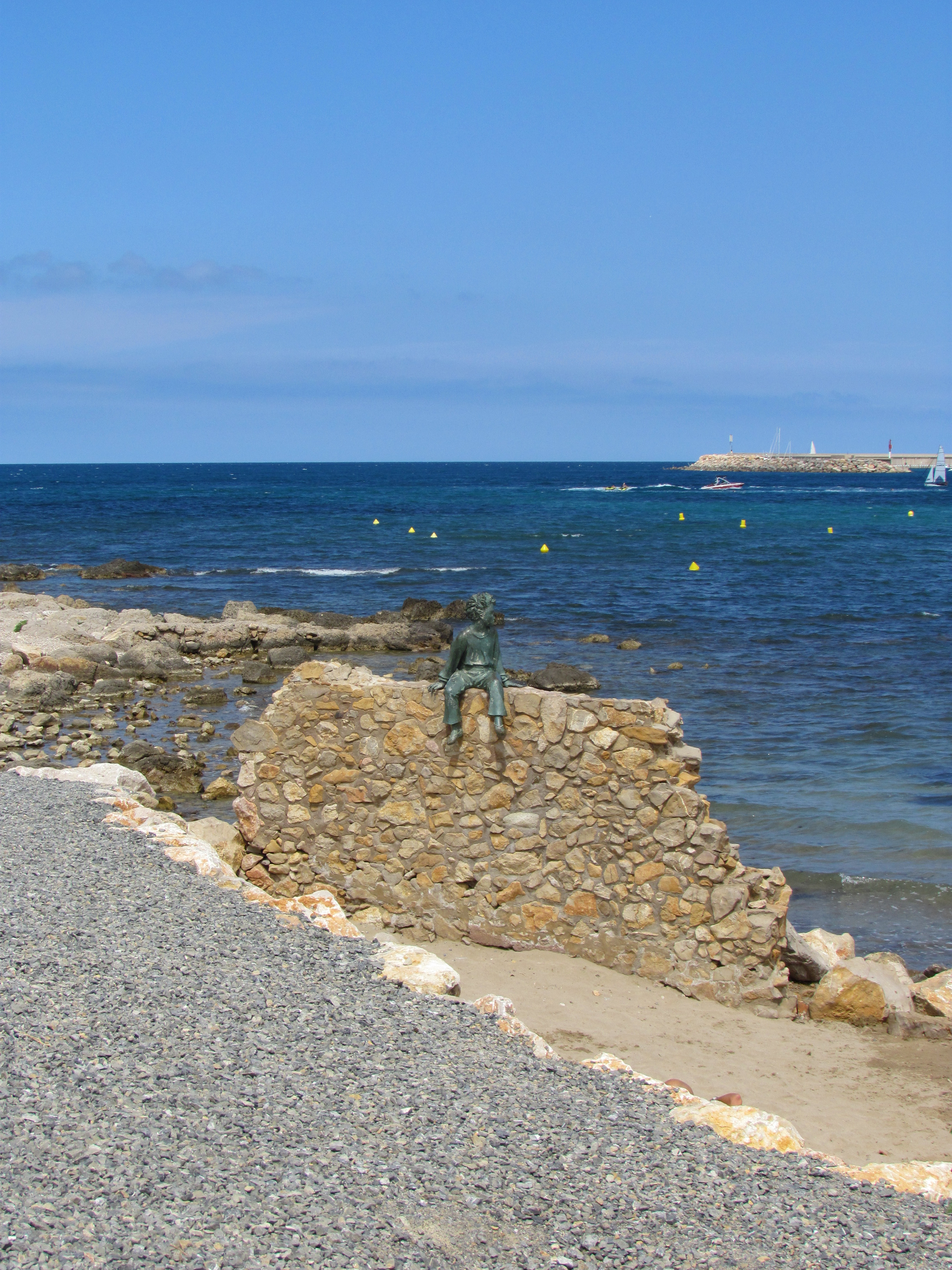
Le Petit Prince sur son mur, sculpture à L'Escala (province de Gérone, Catalogne, Espagne).

### Le petit prince sur Terre
C'est tracté par un vol d'oiseaux sauvages que le petit prince s'évade de sa planète. Toujours en quête d'amis, le petit prince arrive sur Terre, et c'est encore la solitude et l'absurdité de l'existence qu'il va découvrir : sa rencontre avec le serpent qui ne parle que par énigmes (il « les résout toutes »), celle d'une fleur « à trois pétales », l'écho des montagnes.
Il arrive alors devant un jardin de roses et réalise que sa fleur n'est pas unique au monde et cette déception le rend bien malheureux. Puis il rencontre le renard ; ce dernier lui explique ce que signifie le terme « apprivoiser », un usage bien trop oublié par les hommes qui permet de tisser des relations. C'est l'enseignement du renard qui permet au petit prince de découvrir la profondeur de l'amitié :
- « On ne voit bien qu'avec le cœur. L'essentiel est invisible pour les yeux. »
- « Tu deviens responsable pour toujours de ce que tu as apprivoisé. »
- « C'est le temps que tu as perdu pour ta rose qui fait ta rose si importante. »
- « Droit devant soi on ne peut pas aller bien loin. »

Plus tard, le petit prince rencontre successivement un aiguilleur de trains et un marchand avant de trouver l'aviateur — avec lequel il reste huit jours. Guidé par la fragilité et par la candeur du petit prince, celui-ci finit par découvrir un puits dans le désert : « Ce qui embellit le désert, dit le Petit Prince, c'est qu'il cache un puits quelque part. » Peu après, le petit prince explique au narrateur qu'il est arrivé sur Terre depuis près d'un an : il doit rentrer sur sa planète pour s'occuper de sa fleur dont il se sent désormais « responsable ». Il ne peut en revanche emporter son corps trop lourd et alors le serpent, qui parle toujours par énigmes, accepte de le « libérer » en le mordant. En compagnie de l'aviateur, le petit prince revient sur le lieu exact où il était arrivé : « Il tomba doucement comme tombe un arbre. Ça ne fit même pas de bruit à cause du sable. »
Le lendemain, l'aviateur ne retrouve pas le corps du petit prince et en conclut qu'il est bien rentré sur sa planète. Ayant terminé de réparer son avion, il rentre chez lui. C'est alors qu'il se rend compte qu'il n'a pas dessiné de courroie pour attacher la muselière qu'il a promise au petit prince. Le mouton a-t-il mangé la fleur ?
Il dessine le lieu du désert d'où il est reparti. Et espère ainsi que les lecteurs lui donneront des nouvelles du petit prince.

## Naissance du personnage
« J'aurais aimé commencer cette histoire à la façon des contes de fées. » Le regret du narrateur est clair. Pourtant, lors de sa parution, Le Petit Prince n'a pas reçu l'accueil de Terre des hommes ni de Pilote de guerre, considéré par le rédacteur en chef du journal américain The Atlantic comme « la plus grande réponse que les démocraties aient trouvée à Mein Kampf ». Pourtant, malgré sa chevelure dorée, son écharpe aérienne et son rire délicieux d'enfant, le Petit Prince est foncièrement grave. Il a vu le jour en temps de guerre et un dessin terrifiant d'une planète envahie par trois baobabs (bien enracinés dans la terre) que nul n'a coupés à temps, dessiné « avec le sentiment de l'urgence » écrit l'auteur, peut faire penser aux trois puissances de l'Axe.
En 1939, paraît Terre des hommes. Dans le train qui le conduit à Moscou, Saint-Exupéry rencontre un couple d'ouvriers : « Entre l'homme et la femme, l'enfant, tant bien que mal, avait fait son creux et il dormait. Mais il se retourna dans le sommeil, et son visage m'apparut sous la veilleuse. Ah ! quel adorable visage ! Il était né de ce couple-là une sorte de fruit doré. Il était né de ces lourdes hardes cette réussite de charme et de grâce. Je me penchai sur ce front lisse, sur cette douce moue des lèvres, et je me dis : voici un visage de musicien, voici Mozart enfant, voici une belle promesse de la vie. Les petits princes des légendes n'étaient point différents de lui. » Le personnage était déjà nommé.
Le 29 décembre de la même année, Saint-Exupéry tente d'effectuer la liaison de Paris à Saïgon ; son avion s'écrase le 31 décembre dans le désert de Libye. Une caravane de nomades le sauve : la rencontre « miraculeuse » et comme « tombée du ciel » vient de naître.
Michel Quesnel précise que « lorsqu'il fréquente les petits restaurants, Saint-Exupéry alimente sa patience en griffonnant, sur le papier gaufré qui lui tient lieu de nappe, l'esquisse d'un jeune personnage auquel il suffira qu'on l'ampute d'ailes inutiles et qu'on laisse rayonner ses cheveux pour qu'il devienne le Petit Prince ».
Petit à petit, les courriers personnels de l'auteur font apparaître la silhouette très nette que nous connaissons du personnage. En mai 1940, dans une lettre qu'il envoie à Léon Werth, à qui est dédié le livre, apparaît sur son nuage un petit personnage au regard courroucé, en face d'une planète habitée par un vieux mouton cornu, plantée d'arbres et ornée en premier plan par une rose.
Le personnage du petit prince aurait aussi été inspiré à Saint-Exupéry par la personnalité de Pierre Sudreau. Une autre histoire, tenace au Québec, affirme que le Petit Prince serait inspiré de Thomas De Koninck, fils de son ami Charles De Koninck chez qui il a séjourné à Québec en 1942. Saint-Exupéry fait poser Denis de Rougemont pour dessiner les croquis du Petit prince,. Devenus amis, Rougemont et Saint-Exupéry s'installent ensemble à New York, dans des appartements voisins, pour que Rougemont puisse continuer à relire les brouillons du Petit Prince.
Pour créer le personnage du Petit Prince, l'auteur s'est sans doute également inspiré de son filleul et neveu François d'Agay, fils de sa sœur cadette Gabrielle[réf. nécessaire].
Dans son ouvrage historique consacré à l'opération Condor, l'écrivain français Pablo Daniel Magee écrit que la fameuse figure du boa ayant avalé un éléphant, visible dans les premières pages du Petit Prince, serait inspirée par la forme du Cerro Patiño, une colline située sur la rive opposée à l'Hôtel del Lago, au bord du lac Ypacaraí, au Paraguay. En effet, au cours de son service dans l'aéropostale, Saint-Exupéry y passait beaucoup de temps en compagnie de son amie Hilda Ingenohl.
Après la défaite française de 1940, Saint-Exupéry est en exil à New York, ce qui lui est « très douloureux » : il ne se reconnaît pas dans les autres expatriés qui se soucient peu de la guerre et est jugé trop vieux pour combattre par l'US Air Force. Ses éditeurs lui suggèrent d'écrire un livre pour enfants au vu des dessins qu'il fait sur des nappes.
L'écriture du livre et de ses aquarelles commence au printemps et finit en novembre de l'année 1942, soit une durée de quatre à cinq mois. Il demande leur avis sur le texte à beaucoup de gens et reprend de nombreuses fois les aquarelles : celles-ci ont pris plus de temps que le texte lui-même. Le contenu est retravaillé afin d'enlever des éléments biographiques et donner au récit un caractère plus universel.

## Phénomène d'édition

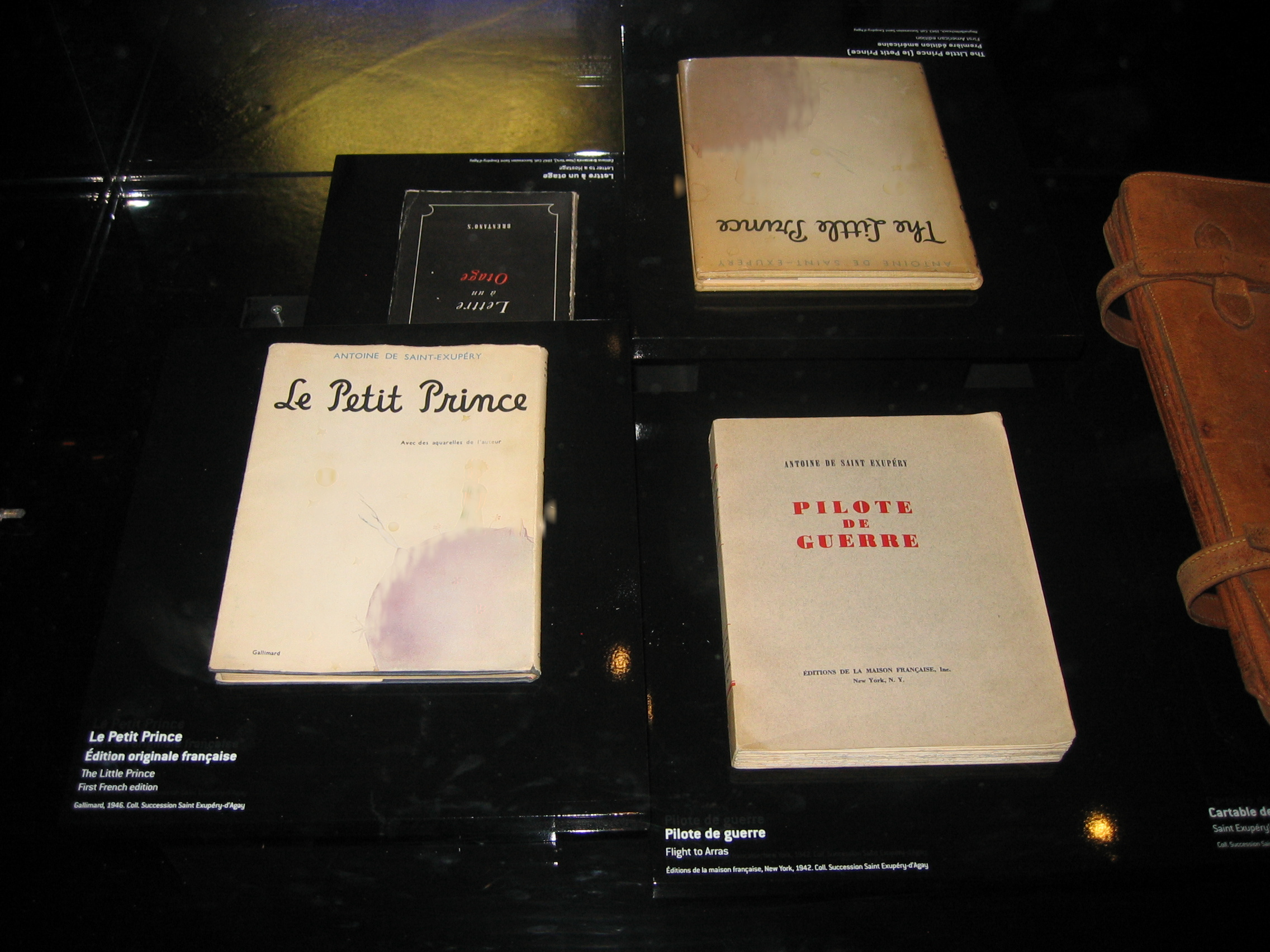
Deux éditions en anglais et en français du Petit Prince.

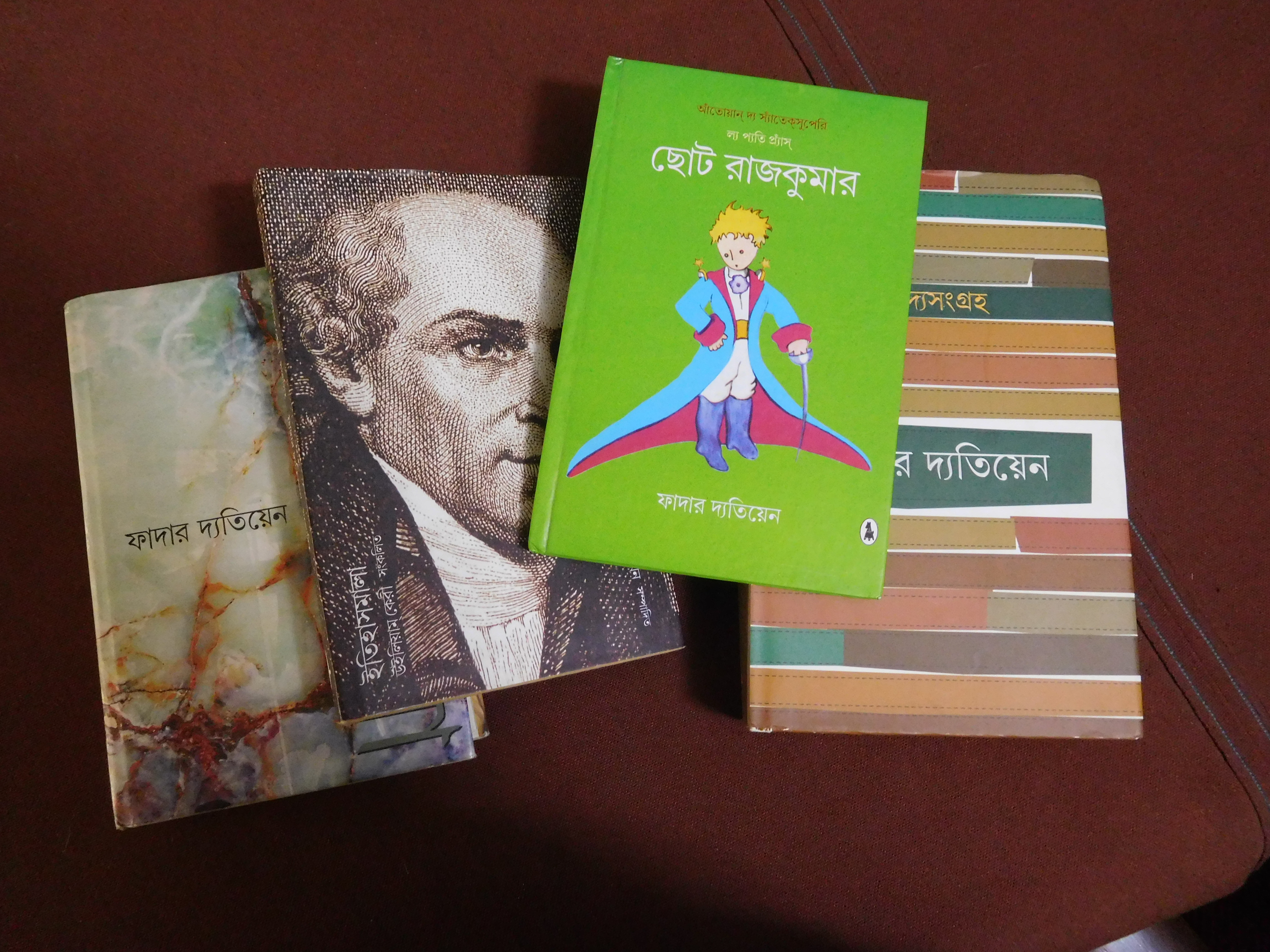
Le Petit Prince en bengali.

Le Petit Prince fait son apparition dans les librairies aux États-Unis en 1943. Saint-Exupéry y pense depuis plus de sept années déjà. Sauf à lire l'ouvrage comme une « autobiographie discrète », la mort de son frère François, qui le nommait « le roi soleil », en juillet 1917 marque peut-être le passage d'Antoine du stade d'adolescent à celui d'adulte. Prévu comme un conte de Noël devant sortir pour les fêtes de Noël en 1942 selon Eugene Reynal, son éditeur américain qui avait suggéré à Saint-Exupéry de mettre en texte l’histoire du petit bonhomme qu’il n’arrêtait pas de dessiner partout, Le Petit Prince sort finalement en anglais et en français le 6 avril 1943 aux éditions Reynal & Hitchcock, puis en France aux éditions Gallimard en avril 1946, la sortie prévue fin 1945 ayant été retardée. Ce titre reste, en 2020, le plus grand succès de cet éditeur.
L'ouvrage, vendu à plus de deux cents millions d'exemplaires dans le monde, dont douze millions d'exemplaires en France, est traduit en 600 langues et dialectes, ce qui en fait l'ouvrage de littérature le plus traduit après la Bible : les langues les plus connues des cinq continents, mais aussi dans des langues moins répandues comme le corse, le breton, le papiamento à Curaçao, le féroïen aux îles Féroé, le frioulan en Italie, l'aragonais en Espagne, le romanche en Suisse, l'irlandais en Irlande, le quichua en Équateur, le guarani au Paraguay, ainsi qu'en espéranto et dans les nombreuses langues de l'Inde : le bengali, le hindi, le télougou, le marathi, le pendjabi, le tamoul, le malayalam. En 2005, Le Petit Prince fut traduit en toba, une langue amérindienne du nord de l'Argentine, sous le titre So Shiyaxauolec Nta'a. C'est le premier livre à avoir été traduit dans cette langue après le Nouveau Testament. Egalement disponible en braille dans plusieurs langues, les aquarelles de l'auteur ont aussi été adaptées aux mal et non-voyants en 2014 par les éditions Claude Garrandes. Le livre a été traduit en latin par Auguste Haury avec pour titre Regulus (Éditions Hazan, 1961).
Phénomène d’édition, phénomène culturel, Le Petit Prince est international. Plus de cent-trente millions de livres, cassettes, DVD, CD audio vendus dans le monde, un musée au Japon, un opéra aux États-Unis et en Allemagne, une comédie musicale en France et en Corée, une intégration dans les programmes scolaires au Maroc, au Canada, au Liban, au Japon, en Corée, plus de quatre cents produits dérivés sous licence, etc.
Le livre fut initialement publié à New York, et l'édition française fut ensuite tirée par retramage des gravures de cette édition, dont les originaux n'étaient plus disponibles. Un nouveau tirage en collection Folio au début du XXIe siècle restitua tardivement dans une édition française les illustrations à partir des originaux. Indépendamment de la meilleure qualité technique, cette réédition montre que plusieurs dessins des éditions françaises antérieures avaient été remaniés d'autorité par l'éditeur pour des raisons de mise en page (étoile visée par l'Astronome, par exemple).
Le manuscrit autographe original — non signé — est conservé au département des manuscrits littéraires et historiques de la Morgan Library and Museum à New York, sous la cote MA 2592,.
Après sa parution en 2017 en dialecte hassanya, la langue utilisée à Tarfaya, ville du Maroc où a séjourné l'auteur, Le Petit Prince devient le livre non religieux le plus traduit au monde avec au moins une édition disponible en plus de trois cents langues, incluant plusieurs langues anciennes.

### Le Petit Princeet le domaine public

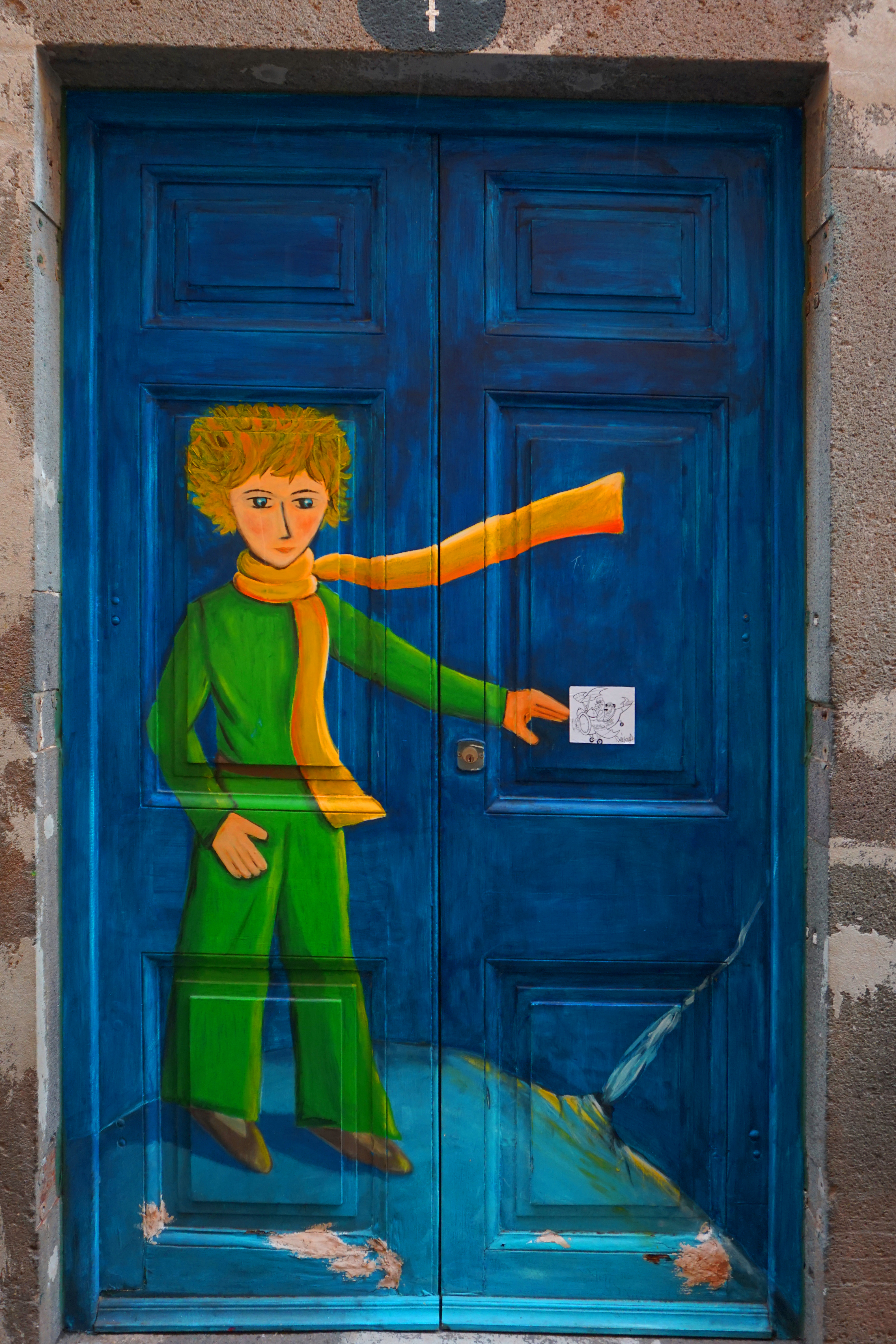
Le Petit Prince dans le cadre d'un projet street art à Funchal (Madère).

Depuis le 1er janvier 2015, le livre est dans le domaine public dans tous les pays du monde sauf quatre : la France, les États-Unis, l'Espagne et l'Italie. En France, Le Petit Prince, comme l'ensemble de l’œuvre de Saint-Exupéry, reste protégé par le droit d'auteur jusqu'en 2032. Cette exception tient à l'extension de la durée des droits concernant les auteurs morts pour la France (comme c'était le cas pour Guillaume Apollinaire qui, mort en 1918, entre dans le domaine public en 2015) avec en plus une prorogation de guerre, comme toutes les œuvres publiées avant 1948. Dans les autres pays, où la durée de 70 ans après la mort de l'auteur est en vigueur sans exception, l'œuvre de Saint-Exupéry est bien dans le domaine public depuis le 1er janvier 2015. Au Canada et au Japon, où la durée des droits n'est valable que cinquante ans après la mort de l'auteur, Le Petit Prince était entré dans le domaine public dès 1995.
Par ailleurs, comme c'est déjà le cas pour les personnages de Tintin et de Zorro, les héritiers de Saint-Exupéry ont déposé le personnage du roman comme marque de commerce, en juin 2018, jusqu'en juin 2028.

### Lecteurs et influence
Le Petit Prince a suscité de nombreuses interprétations philosophiques et spirituelles, voire romanesques. Parmi les lecteurs influencés par le livre de Saint-Exupéry, le prêtre Stan Rougier qui entame son chemin de foi après avoir lu Le Petit Prince à l'âge de dix-sept ans, et qui consacre un ouvrage à ce sujet : Que peut-on dire aux hommes ?, Saint-Exupéry en approche de Dieu (2017). Le roman est également l'une des lectures favorites du bienheureux Carlo Acutis qui l'emploie fréquemment pour illustrer la vertu théologale de charité auprès de son entourage. Sur le plan littéraire, Le Petit Prince influence l'écrivain Michel Bussi qui dédie un roman entier à l’œuvre de Saint-Exupéry : Code 612 : Qui a tué le Petit Prince ? (2021).
Il existe également de nombreux ouvrages philosophiques reprenant la moralité du Petit Prince :
- La Philosophie du Petit Prince ou le retour à l'essentiel (2003)[45] de Paul Meunier
- Philosophie du Petit Prince, sagesse, identité et bonheur (2021)[46] de Gwendal Fossois
- Le Petit Prince, un voyage philosophique entre ciel et terre (2019-2022)[47],[48] d'Olivier Larrègle en deux tomes :
  1. La Préparation au voyage
  2. La Traversée et le Retour

La philosophe Laurence Vanin consacre également deux livres à ce sujet :
- L'Énigme de la rose (2013)[49]
- Le Secret du Petit Prince, la philosophie du mouton (2016)[50].

Pour Nathalie Prince, le personnage du Petit Prince est inspiré de la biographie de son auteur : le nombre de couchers de soleil, 43 ou 44 selon les éditions renvoie à l'âge d'Antoine de Saint-Exupéry et annonce sa mort. Les différents personnages rencontrées : l'homme d'affaires, le buveur, l'allumeur de réverbères... sont inspirés de Saint-Exupéry à différentes périodes de sa vie. La rose représente les femmes : sa mère, son amour impossible pour Louise de Vilmorin, et sa femme Consuelo.

## Adaptations

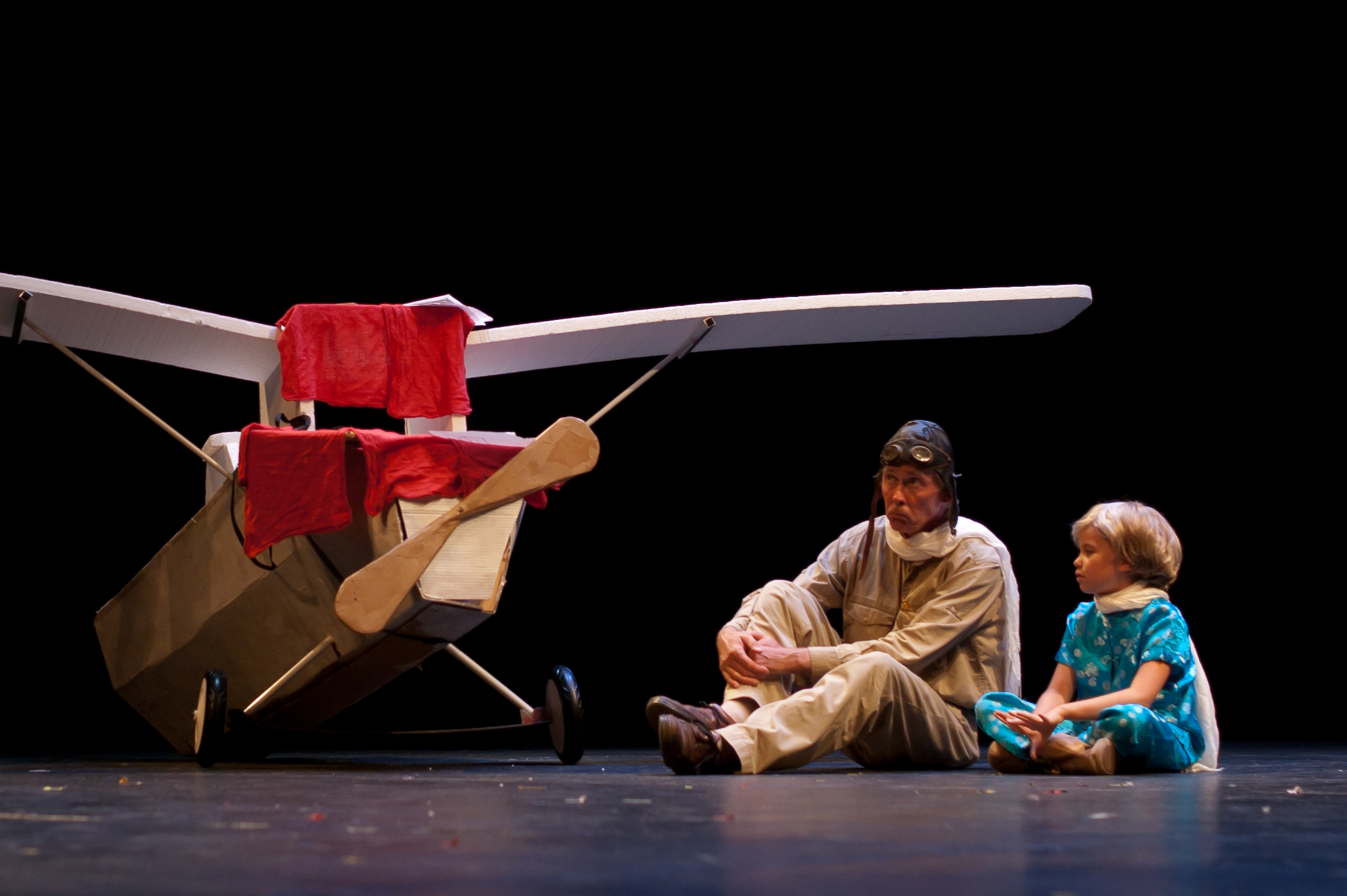
Une des nombreuses adaptations théâtrales du conte de Saint-Exupéry, ici à l'université de Rarig Centre Proscenium du Minnesota (2010).

### Adaptations phonographiques
- 1954 : adaptation phonographique, avec Gérard Philipe dans le rôle du récitant, Georges Poujouly dans le rôle du petit prince, Pierre Larquey dans le rôle de l'allumeur de réverbères, Michel Roux dans le rôle du serpent, Jacques Grello dans le rôle du renard, et Sylvie Pelayo dans le rôle de la rose (Disques Festival LP FLD 22 M)[52].
- 1959 : adaptation phonographique en allemand, avec Will Quadflieg dans le rôle du récitant.
- 1972 : adaptation phonographique, avec Jean-Louis Trintignant dans le rôle du récitant et Éric Damain dans le rôle du Petit Prince (Philips LP 6311 061)[53].
- 1973 : adaptation phonographique, avec Marcel Mouloudji dans le rôle du récitant et Éric Rémy dans le rôle du Petit Prince[54].

La version de 1973 éditée en disques Déesse (la plus rare de toutes), rassemble Jean Carmet, Romain Bouteille, Claude Piéplu, Bernard Dimey, et Raoul de Godewarsvelde, le papa d'Arnaud Delbarre, directeur de l'Olympia.
- 1977 : adaptation phonographique, avec Guy Gravis dans le rôle du récitant et Jean-Claude Millot dans le rôle du Petit Prince. Cette version éditée en disques AB Productions, réunit Roger Hanin, Jean Topart, Marina Vlady, Jean Le Poulain, Claude Dauphin, Jean Marais et Jean-Claude Pascal.
- 1978 : adaptation phonographique, avec Jean-Claude Pascal dans le rôle du récitant.
- 1990 : adaptation phonographique, avec Pierre Arditi dans le rôle du récitant et Benjamin Pascal dans le rôle du Petit Prince.
- 1996 : « intégrale » numérique québécoise (Radio-Canada, 101 minutes) sur une trame musicale de Robert Normandeau. Le comédien Michel Dumont (narrateur/aviateur) est entouré d'une panoplie de personnages, dont le jeune Martin Pensa qui incarne le rôle-titre.
- 2019 : livre-CD musical Dessine-moi un mouton ! en 23 chansons de Jean-Noël Sarrail aux éditions Lugdivine.

### Adaptation radiophonique
- 1954 : adaptation radiophonique, avec Pierre Fresnay dans le rôle du récitant.

### Opéras, comédies musicales et chansons
- 1964 : opéra Le Petit Prince du compositeur soviétique Lev Knipper.
- 1966 : chanson Le Petit Prince est revenu de Louis Amade et Gilbert Bécaud.
- 1972 : chanson Le Petit Prince de Gérard Lenorman.
- 1975 : comédie musicale Un enfant dans les sables de Les Octaves.
- 1979 : opéra Le Petit Prince (Malý princ) du compositeur tchèque Miroslav Hába.
- 1999 : chanson Petit Prince de Damien Saez.
- 2002 : comédie musicale Le Petit Prince de Richard Cocciante.
- 2003 : opéra américain The Little Prince de Rachel Portman.
- 2003 : opéra Der Kleine Prinz de Nikolaus Schapfl.
- 2004 : spectacle musical The little Prince de Francesca Zambello avec Joseph McManners.
- 2008 : suite de concert de Jean-Pascal Beintus pour violon solo, harpe solo et orchestre de chambre.
- 2011 : spectacle théâtral tout public Sur la terre du Petit Prince d'Arnaud Devolontat[55].
- 2014 : opéra Le Petit Prince de Michaël Levinas.
- 2019 : spectacle musical pédagogique en 23 chansons Dessine-moi un mouton ! de Jean-Noël Sarrail.

### Bandes dessinées
- 2008 : adaptation en bande dessinée de Joann Sfar[56].
- 2011 : Le Petit Prince, série de bandes dessinées adaptée par Isa Python et Pierre Alary[57].
- 2014 : adaptation en livre illustré de Cheyenne Schiavone.

### Films
- 1966 : Le Petit Prince (Маленький принц ou Malenkiy prints) d'Arūnas Žebriūnas (URSS).
- 1974 : The Little Prince de Stanley Donen (États-Unis).
- 1979 : The Little Prince, court-métrage d'animation en pâte à modeler réalisé par Will Vinton et écrit par Susan Shadburne (États-Unis).
- 1990 : Der kleine Prinz de Theo Kerp (Allemagne).
- 1990 : Le Petit Prince de Jean-Louis Guillermou avec Guy Gravis, Daniel Royan et Alexandre Warner (France).
- 1994 : pour l’anniversaire des cinquante ans de la disparition d’Antoine de Saint-Exupéry, La Géode a présenté, sur son écran hémisphérique de 1 000 m2, Le Petit Prince à La Géode, une évocation de l’œuvre de Saint-Exupéry. Un spectacle multimédia mêlant projections d’images d’archives, de synthèse et de diapositives avec des effets spéciaux. Durée 5 min. Films 35 mm et 70 mm, 55 projecteurs de diapositives. Musiques de Giuseppe Verdi et Claude Debussy. Réalisation de Gianni Corvi et Pierre Goismier.
- 2011 : Le Petit Prince 4D, film 4D d'animation réalisé par nWave Pictures (attraction en 3D avec effets sensoriels au Parc du Futuroscope) (France)
- 2015 : Le Petit Prince, film 3D et d'animation en volume de Mark Osborne (France).

### Séries d'animation
- 1978 : Hoshi no Ōjisama : Puchi Puransu (星の王子さま プチ・プランス?), série d’animation japonaise de 39 épisodes.
- Années 1990 : dans la série animée Futurama.
- 2010 : Le Petit Prince, série d'animation française de 78 épisodes de 26 minutes, par Method Animation.
- 2014 : Der Kleine Prinz, série d'animation allemande sur KiKa.

### Monnaie
Certains éléments du conte figurent sur le billet de 50 francs Saint-Exupéry, notamment le Petit Prince debout sur sa planète, avec deux volcans et deux fleurs, des étoiles et, au recto, le « boa ouvert ». Sur les premières éditions de ce billet, il était orthographié « Saint-Éxupéry ».

Billet de 50 francs émis à l’effigie du Petit Prince et d’Antoine de Saint-Exupéry
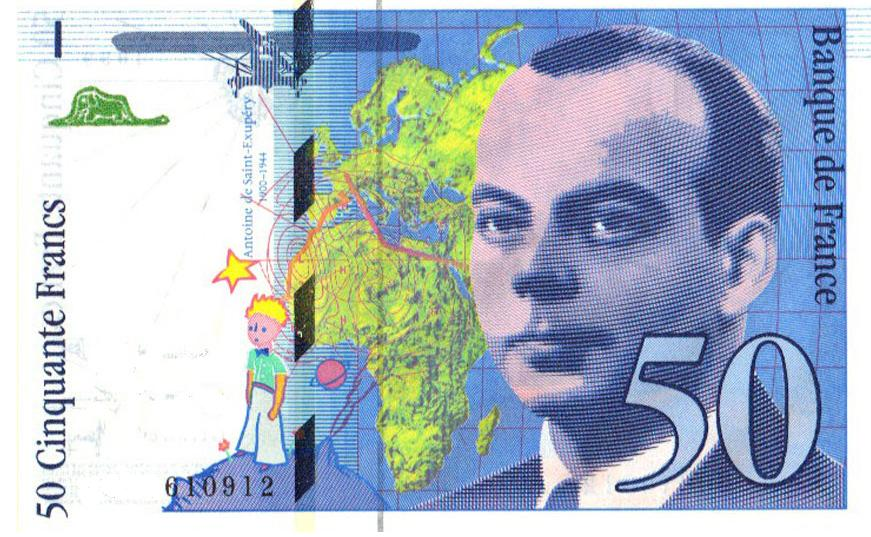
Le Petit Prince sur un billet de 50 francs, recto.
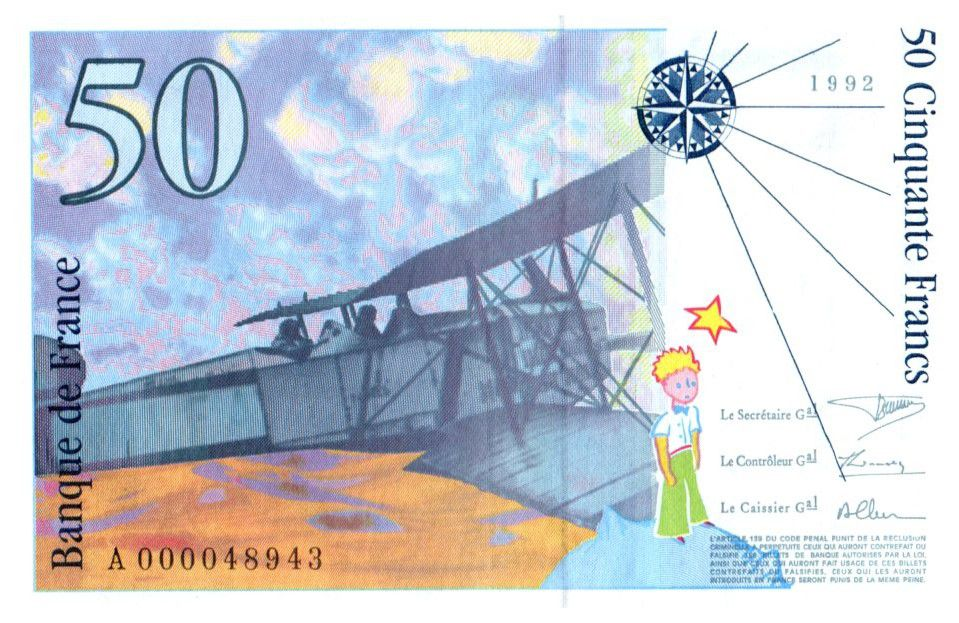
Le Petit Prince sur un billet de 50 francs, verso.
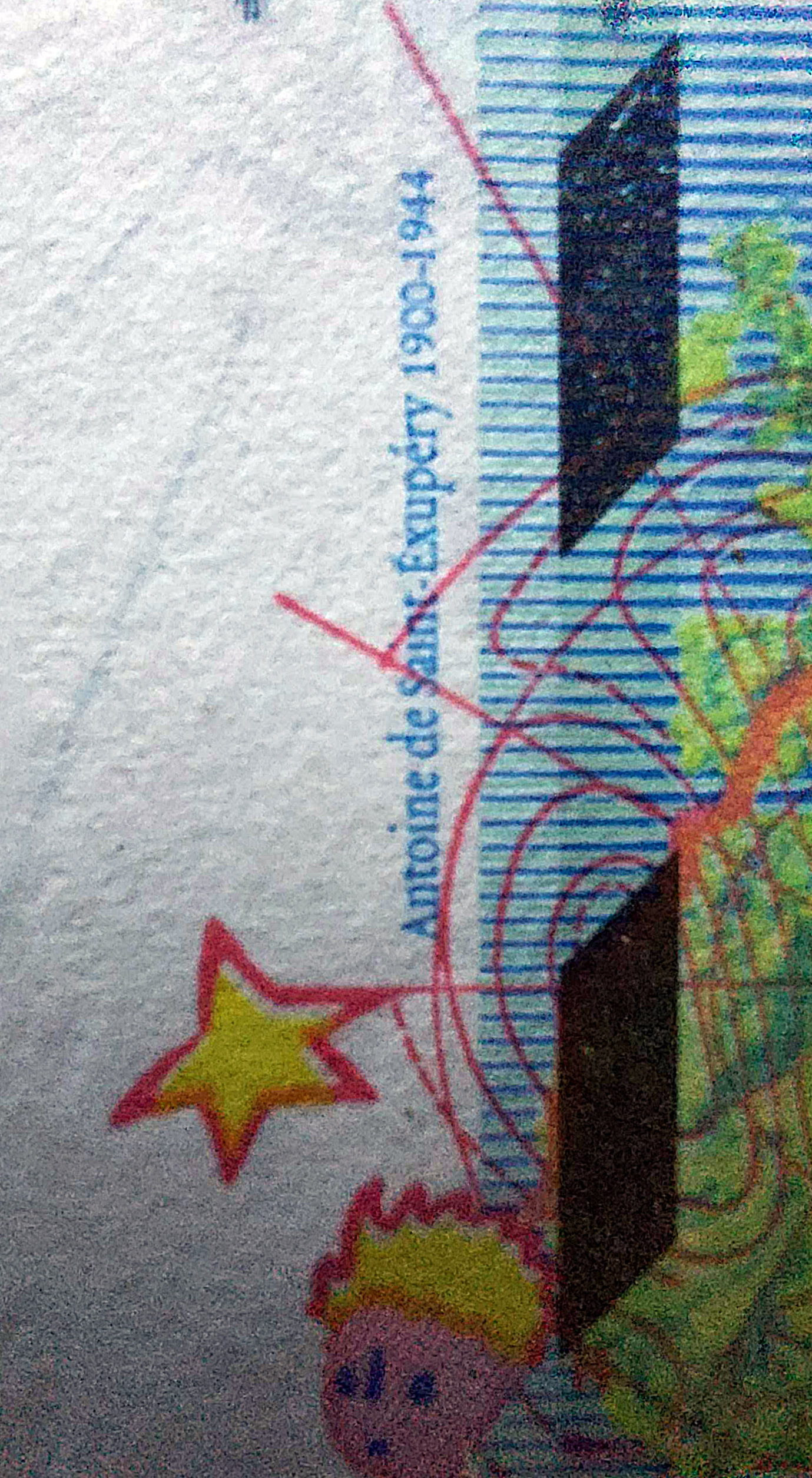
Détail de la première édition du billet avec une faute d’orthographe à Éxupéry.

### Mises en scène notables
- 1981-2001 : compagnie Guy Gravis, théâtre national d'art et d'essai Le Lucernaire, Paris. Guy Gravis crée le rôle de Saint-Exupéry dans Le Petit Prince, spectacle qu'il produit et qui tient l'affiche pendant vingt-deux ans à Paris, au Lucernaire. Le spectacle a été joué dans cinquante-quatre pays sur les cinq continents. Soixante-dix enfants se sont succédé dans le rôle-titre. Grâce au principe d'une triple distribution, il a fait l'objet de nombreuses tournées mondiales. Il a rencontré le succès à Paris et à l’étranger (Canada, en Australie, à l'île Maurice et en Amérique du Sud). Il se voit attribuer en 1991 le PIAF du meilleur spectacle.
- 1985 : spectacle de Bernard Jenny, théâtre La Choucrouterie à Strasbourg.

### Suite allographe
En 2022, l'écrivain Donato Sperduto a écrit le roman Il sorriso del Piccolo Principe (Ed. Wip) : finalement, le Petit Prince peut sourire.
L'homme d'affaires et poète argentin Alejandro Roemmers a aussi écrit une suite au Petit Prince. Intitulée Le retour du Jeune Prince, ce roman narre le voyage du Petit Prince, devenu adolescent, en pleine steppe patagonienne.

### Parcs à thème
Depuis juillet 2011, le Futuroscope comporte une attraction sur le thème du Petit Prince.
Un parc à thème entier, inspiré de l'œuvre, ouvre ses portes le 1er juillet 2014 en France, en Alsace, à Ungersheim. Les attractions et spectacles de cet espace, dont les ballons captifs ou le biplan sont les emblèmes, abordent le monde animal et végétal, l'astronomie et l'aviation avec sérieux ou féerie.

### Jeux de société
Bruno Cathala et Antoine Bauza ont créé deux jeux de société sur le thème du Petit Prince, conduisant les joueurs à fabriquer une planète.

### Jeux vidéo
Dans MapleStory, le petit prince est perdu dans le désert de Nihal (Nihal Desert). Le joueur incarne un personnage pour l'aider à chercher quelque chose.
Dans Sky: Les Enfants de La Lumière, le Petit Prince peut être trouvé dans le Désert Etoilé (Starlight Desert). Le joueur incarne un personnage pour l'aider à voyager à travers le monde de Sky.

## Dédicace
Saint-Exupéry a dédié Le Petit Prince à l'un de ses meilleurs amis, Léon Werth, écrivain et critique d'art. Ou plutôt, précise-t-il, à l'enfant qu'a été Léon Werth. Il a regretté par la suite de ne pas l'avoir dédicacé à son épouse[réf. nécessaire] Consuelo de Saint-Exupéry, qui est l'âme du livre, représentée par la rose, orgueilleuse et fragile à la fois.

## Expositions
De février à juin 2022, la première grande exposition consacrée à l'œuvre, « À la rencontre du Petit Prince », est organisée au musée des Arts décoratifs de Paris. D’octobre 2022 à février 2023, une exposition « The Little Prince: Taking Flight » est organisée au Morgan Library and Museum à New York .

#### Bases et dictionnaires
- Site officiel
- Ressources relatives à la littérature :   - Internet Speculative Fiction Database
  - NooSFere
- Ressource relative à la musique :   - MusicBrainz (œuvres)
- Notices dans des dictionnaires ou encyclopédies généralistes :   - Britannica
  - Store norske leksikon
  - Universalis
- Notices d'autorité :   - VIAF
  - BnF (données)
  - IdRef
  - LCCN
  - GND
  - Israël
  - Australie
  - WorldCat